# Schloss Münichau

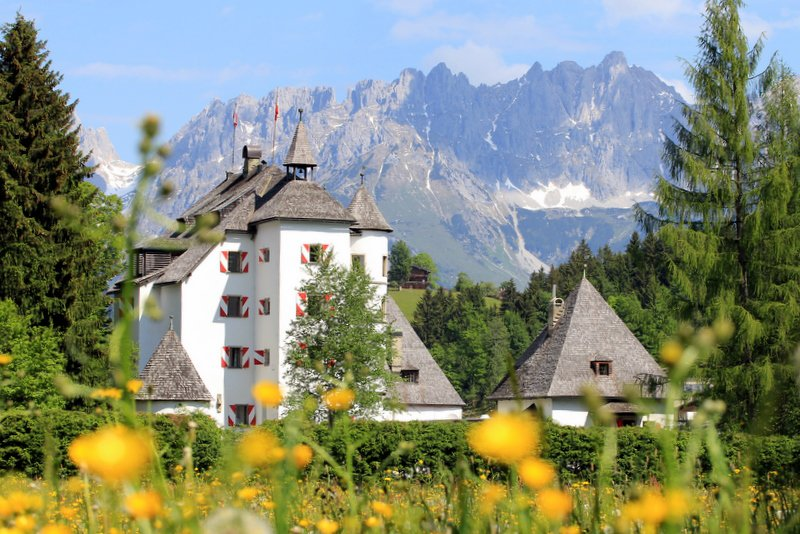
Im Hintergrund erstreckt sich der Wilde Kaiser

Das Schloss Münichau liegt vier Kilometer entfernt von Kitzbühel in Reith bei Kitzbühel.

## Geschichte
Früher als das Schloss selbst nennen die Urkunden die Familie von Münichau, die im 15. Jahrhundert das Schloss erbaute. Die Schlosskapelle wurde 1469 eingeweiht. Die Herren von Münichau waren Ministeriale zuerst des Stiftes Bamberg, ab 1314 erwähnt, und dann der Herzöge von Bayern. Sie starben in der ersten Hälfte des 16. Jahrhunderts in Bayern aus, wohin sie übersiedelten, als Kitzbühel zu Österreich kam.
Von 1523 bis 1538 saßen hier die Herren von Freyberg auf Hohenaschau. Damals war Münichau ein Zentrum der Wiedertäuferbewegung, da die Schlossherrin Helene von Freyberg diesen Glauben angenommen hatte und ihn kräftig unterstützte. Allerdings konnte sie sich schließlich nur durch Flucht dem traurigen Schicksal ihrer Mitbrüder entziehen. Nach ihrer Rückkehr zum katholischen Glauben erhielten ihre Söhne von König Ferdinand die konfiszierten Güter wieder zurück. Ab 1538 befand sich Münichau im Besitz von Mattheus Lang von Wellenburg. Er dürfte seine Stellung als Rat und Regent zu Innsbruck sowie das Schlösschen seinem Vetter, dem Kardinalerzbischof von Salzburg, Matthäus Lang von Wellenburg, verdankt haben. Von 1580 bis 1921 gehörte der Edelsitz den Herren und späteren Grafen von Lamberg.
Der 1914 bei einem Brand beschädigte fünfstöckige Bau wurde bis 1921 – um ein Geschoß niedriger – wiederhergestellt. Eine großzügige Renovierung gab es 1957, als die Brüder Harisch den Ansitz in ein Schlosshotel umwandelten. Bis heute ist das Schloss Münichau ein Hotel.